# 總統府全社會防衛韌性委員會
總統府全社會防衛韌性委員會，簡稱防衛韌性委員會，是中華民國總統府針對全社會防衛相關政策而成立的任務編組諮詢單位，由中華民國總統賴清德親自擔任召集人；副召集人為副總統蕭美琴、總統府秘書長潘孟安、國家安全會議秘書長吳釗燮；執行秘書為行政院政務委員季連成、內政部部長劉世芳；內政部及國家安全會議擔任議事幕僚主責機關，總統府第一局等相關單位擔任行政幕僚；顧問為財團法人國防安全研究院董事長兼總統府戰略顧問霍守業、全聯實業股份有限公司董事長林敏雄；委員有23名，包括政府機關代表6名、民力訓練暨運用7名、能源及關鍵基礎設施維運2名、社福醫療及避難設施整備3名，資通、運輸及金融網絡安全5名。
2024年6月19日，總統賴清德在就職滿月記者會表示，世界都在關注台灣如何能夠展現強大的自我保護韌性，他將成立「全社會防衛韌性委員會」，進行全方位的盤整，更要提出對策、解決問題，來強化國防、民生、災防、民主四大韌性，打造更強而有力的民主社會。賴總統提到，要擴大民力的訓練與運用，加強物資整備與維生配送的系統，強化能源及關鍵基礎設施的安全，更要健全社福醫療網絡和避難設施，也要確保資通、運輸及金融網絡的安全。

## 歷史
全社會防衛韌性委員會訂於2024年9月26日召開首次會議。會議議程預定由國安會副秘書長徐斯儉進行「全社會防衛韌性規劃與挑戰」專題報告。